# Jednostka Dobsona
Jednostka Dobsona (DU) – jednostka pomiaru warstwy ozonu w atmosferze Ziemi, w szczególności w stratosferze. 1 DU odpowiada warstwie ozonu o grubości 10 µm w standardowych warunkach ciśnienia i temperatury, co jest równoważne 2,69×1020 cząsteczek lub 0,447 milimoli ozonu na m². Na przykład 300 DU odpowiada warstwie ozonu o grubości 3 mm (dla 1 atm i 0 °C).
Dziura ozonowa jest definiowana jako obszar, w którym grubość warstwy ozonu jest mniejsza niż 220 DU, gdyż niższe wartości nie zostały zaobserwowane w badaniach Antarktyki przed rokiem 1979.
Jednostka została nazwana na cześć Gordona Dobsona, badacza z Uniwersytetu Oksfordzkiego, który w latach 20. XX wieku zbudował pierwszy przyrząd do pomiaru warstwy ozonowej, zwany obecnie spektrofotometrem ozonowym Dobsona.